# Stanislav Fejfar
Plukovník letectva in memoriam Stanislav Fejfar (25. listopadu 1912 Štikov u Nové Paky – 17. května 1942 Pihen-les-Guines, Pas-de-Calais, Francie) byl český stíhací pilot a letecké eso v období druhé světové války na západní frontě.

## Cesta do armády
Narodil se v domě čp. 35 Josefu a Marii Fejfarovým. Stanislav svého otce nikdy nepoznal, neboť přišla první světová válka, v níž Josef Fejfar padl. Ovdovělá paní Fejfarová si po čase vzala pana Junka z Nové Paky. Spolu vlastnili hostinec. Stanislav byl vychováván jako vlastenec. Po ukončení měšťanské školy v Nové Pace byl Stanislav přijat na vyšší průmyslovou školu v Pardubicích. Zde roku 1932 odmaturoval s vyznamenáním a dobrovolně se přihlásil do Školy pro důstojníky letectva v záloze se sídlem v Prostějově. Následujícího roku byl přijat na Vojenskou akademii v Hranicích a Prostějově. Školu ukončil na počátku července 1935 jako 9. z 27 žáků-letců s velmi dobrým prospěchem. Následně byl povýšen na poručíka letectva a byl převelen k 1. leteckému pluku T. G. Masaryka, kde absolvoval aplikační kurz potřebný po ukončení akademie, aby mohl být zařazen k letce.

## Působení u letectva ČSR
Po ukončení aplikačního kurzu s velmi dobrým prospěchem v prosinci 1935 zůstal u 1. leteckého pluku. Byl přeřazen k 6. průzkumné letce, později k 61. zvědné. Následovalo přeložení na Slovensko, k 3. leteckému pluku Generála letce M. R. Štefánika. Nejprve byl zařazen do 38. stíhací letky. Následovala 37. stíhací a v době mnichovské krize a období druhé republiky byl velitelem 45. stíhací letky, vyzbrojené stíhacími Aviemi B-534, nacházející se ve Spišské Nové Vsi. Po 15. březnu 1939 se poručík Fejfar vrátil domů do Čech. Vyhledal svého kamaráda z Nové Paky, četaře Otakara Hrubého s dotazem, zda hodlá utéct z Protektorátu Čechy a Morava do zahraničního odboje. Oba letci odjeli ze Staré Paky vlakem do Prahy, kde vyhledali škpt. Josefa Dudu, aby zjistili, jaký je útěkový plán. Všichni tři letci nastoupili v Praze na hlavním nádraží do rychlíku do Moravské Ostravy.

## Útěk a sladká Francie
Po příjezdu do Moravské Ostravy se ke skupině přidal npor. Josef Hudec, který nastoupil do vlaku v Pardubicích. Následovala cesta vlakem do Frýdku a pěší přechod hranic na Těšínsku. K samotnému přechodu hranice došlo 8. června 1939. Po několika dnech se skupina hlásila na československém konzulátě v Krakově, který dr. Znojemský odmítl vydat německému ministerstvu zahraničních věcí. Po vyřízení legitimací a dalších formalit museli letci podepsat vstup do Cizinecké legie ve Francii. Jinou možnost ani neměli. Návrat do Protektorátu nepřicházel v úvahu a do francouzského letectva se v dobách míru nesměli brát cizinci, což bylo obsaženo i v mezinárodních smlouvách. Dne 17. června 1939 opustil poručík Fejfar polský přístav Gdyně a na palubě polského parníku Sobieski odplul do Francie.
Na francouzskou půdu vstoupil v přístavu Boulogne-sur-Mer v oblasti Pas-de-Calais. Dále nasedl na vlak a dojel do Paříže, kde byl potvrzen vstup do 1. pluku Cizinecké legie. Do jejích řad byl zapsán v Marseille, v pevnosti St. Jean. Ovšem 1. pluk Cizinecké legie sídlil v severní Africe. Spolu s dalšími letci odcestoval do Alžírska. Zde byl v hodnosti Sergeant umístěn do kasáren legie v alžírském Sidi-bel-Abbes. Naštěstí pro naše letce, kteří se do legie dostali, tato služba netrvala dlouho. Přesto nebylo lehké se vyrovnat s horkem, štěnicemi a dalšími problémy. Z původních pěti let v legii se staly zhruba dva měsíce, protože přišel den, na který všichni letci čekali. Dne 3. září 1939, několik hodin po Velké Británii, vyhlásila Francie válku Německu. Stalo se tak po vypršení ultimáta, které Němcům přikazovalo ukončit boje a stáhnout se z území Polska.
Letci se začali přecvičovat na francouzské stíhačky. Výcvik pro letce z Cizinecké legie probíhal v Maroku, Alžírsku a Tunisku. Ti, kteří přijeli později, se přecvičovali v metropolitní Francii, převážně v Chartres. Poručík Stanislav Fejfar se seznámil s francouzskou stíhačkou Morane-Saulnier MS.406 na letišti Blída a Oran-La Senia. Již 13. prosince byl přidělen ke Groupe de Chasse I/6, zformované na La Senii a odeslán do Francie. Jednotka v průběhu tzv. války v sedě cestovala po celé Francii. Z Marseille-Marignane k Dijonu na východě Francie. Odtud do Berck-sur-Mer na pobřeží průlivu La Manche apod.

## V období německé invaze
Dne 10. května 1940 začala operace s názvem Fall Gelb, invaze nacistů do zemí Beneluxu a severní Francie. V té době si Stanislav Fejfar připsal své první úspěchy. Poprvé proti nepříteli „skóroval“ 20. května 1940, když poblíž Amiensu sestřelil jeden Messerschmitt Bf 109E, v té době standardní a výkonnostně lepší stíhačku než byl francouzský MS-406 C-1. Jeho další obětí byl Heinkel He 111, který sestřelil pravděpodobně. Posledním „skalpem“ ve francouzské kampani byl 5. června bitevní dvouplošník Henschel Hs 123, sestřelený u Chaulnes. Za své dosavadní výkony byl vyznamenán francouzským Croix de Guerre se třemi palmami a zlatou hvězdou. Společně s českými kolegy byl propuštěn ze stavu GC I/6 a odjel do přístavu Port Vendres na jihovýchodě Francie. Z Francie odplul 24. června na lodi General Chanza do severní Afriky. Zde přesedl na vlak do Casablanky. Následovala cesta na Gibraltar a odtud na lodi Neuralia do britského Liverpoolu, kde z lodi vystoupil a byl společně se svými krajany vlídně uvítán 12. července 1940.

## V řadách RAF
Po krátkém pobytu v záchytném táboře v Cholmondeley Park, byl poslán k čs. depot RAF v Cosfordu. Zde je přijat do RAF VR v nejnižší důstojnické hodnosti P/O – Pilot Officer. V srpnu je zařazen k 310. čs. stíhací peruti, ale nemůže být zařazen bez přeškolení na anglické stíhačky. Tento výcvik absolvoval v 6. OTU v Sutton Bridge poblíž King's Lynnu. Zpět k „třistadesítce“ byl převelen s největší pravděpodobností 9. září a ještě týž den si připsal první úspěch v Anglii. Jeho obětí byl Messerschmitt Bf 110C-4 Uffz. Phaffelhubera od 15./LG 1.
V den bitvy o Británii, tedy 15. září 1940, sestřelil jeden Dornier Do 17Z-3 Fw. von Görtze od 4./KG 3. O pouhé tři dny později se z poloviny podílí na sestřelení dalšího Do-17 podle záznamů, avšak podle Jiřího Rajlicha se jednalo o Junkers Ju 88A-1 od 9./KG 77 pilota Fw. Wahla. To byl poslední úspěch poručíka Fejfara v bitvě o Británii. Koncem října 1940, když boje nad Anglií již polevovaly, postihl poručíka Fejfara zánět čelních dutin. Z této choroby se léčil až do dubna 1941 v nemocnici RAF v Ely. Po propuštění z nemocnice musel na určitý čas na rekonvalescenci, po níž nastoupil k Inspektorátu československého letectva v Londýně. Po zdravotních prohlídkách na začátku července 1941 byl znovu uznán schopným bojově létat. Byl povýšen do britské hodnosti F/Lt – Flying Lieutnant a jako velitel letky B je zařazen k 313. československé stíhací peruti v Leconfieldu. Do funkce byl jmenován 21. července 1941 a s měsíční přestávkou na jaře 1942 ji vykonával až do své smrti.

## U „Třistatřináctky“
U nejmladší československé perutě se velice spřátelil s velitelem perutě S/L Karlem Mrázkem a velitelem letky A F/Lt Františkem Fajtlem. Ani ve Francii ani v Anglii nebojoval v jedné peruti s kamarádem Sgt. Otakarem Hrubým. Proto si občas alespoň napsali dopis. Na jaře 1942 již P/O Otakar Hrubý přišel od 111. stíhací perutě – Treble One až několik dní po smrti kapitána Fejfara. Na podzim 1941 operovala peruť z Portreath v jihozápadní Anglii, odkud občas vykonala let nad Bretaň jako doprovod bombardérů Bristol Blenheim a převážně hlídkovala nad konvoji, které pluly podél jižního a jihozápadního pobřeží.
Své skóre Stanislav Fejfar navýšil až na jaře 1942 v rámci Hornchurchského wingu. Poprvé se blízko smrti ocitnul dne 12. února 1942 při operaci Fuller, což byla reakce RAF na německou operaci Cerberus – průnik bitevních křižníků Scharnhorst a Gneisenau a těžkého křižníku Prinz Eugen Doverskou úžinou a Kanálem do německých bezpečnějších přístavů pro další nasazení lodí v Norsku. Na jeho žlutou sekci Spitfirů střílel hustou přehradnou palbou protiletadlový člun, který byl z doprovodu německých námořních kolosů. Úkolem perutě bylo konvoj vyhledat a doprovázet bitevní Hurribombery.
Své úspěchy si Stanislav Fejfar připsal na přelomu dubna a května 1942. Dne 25. dubna poškodil jeden Focke-Wulf Fw 190A. Další a zároveň poslední úspěchy si připsal 5. května 1942. Ten den byl v boji nad Lille sestřelen již velitel 122. perutě S/L František Fajtl. Jistou satisfakci mohl cítit ze sestřelení jedné „stodevadesátky“ jistě a jedné pravděpodobně. Toho dne 313. peruť ztratila svého „karikaturistu“ Sgt. Karla Pavlíka. Autor mnoha kreseb na Spitfirech perutě padl v souboji s Hptm. Josefem „Pipsem“ Prillerem, který dosáhl celkem 101 sestřelů.

## 17. květen 1942
Kapitán Fejfar vyprávěl své bojové zkušenosti a zážitky perutnímu kronikáři – Hugo Slípkovi. Jejich rozhovor byl přerušen povelem ke startu nad Francii. Stanislav se vracel pro peníze, ale Slípka mu je chtěl přinést, protože vracet se na ubikace těsně před vzletem prý nosilo smůlu.
Kapitán Fejfar se údajně na Slípku otočil se slovy: „Babo pověrčivá!“, a peníze si vzal sám. V tu chvíli Slípka netušil, jak přesně se vyplní jeho sýčkování. Spitfiry odletěly na akci Ramrod 33 jako doprovod bombardérů Douglas Boston Mk. III nad přístav Boulogne. Akce proběhla přesně podle plánu a Hornchurchský wing se otočil zpět k Anglii.
Krátce po změně kurzu se od 313. perutě oddělila dvojice Spitfirů a zmizela ostatním z dohledu. Byly to stroje BL973 RY-S F/Lt S. Fejfara a BM260 RY-U Sgt. Miroslava Borkovce. Velitel perutě Karel Mrázek je volal zpět, nikdo se však nevrátil. Podle Mrázka se Stanislavu Fejfarovi stala osudnou myšlenka na pomstu za sestřelení Františka Fajtla. Fejfar zřejmě zpozoroval nepřítele a oddělil se; Sgt. Borkovec, nejspíš v domnění, že se chce jeho velitel jen přeskupit ve formaci perutě, jej následoval. Není známo, zda se Borkovec snažil Fejfara přemluvit k návratu k peruti, dokud byla na dohled. Fejfar byl sestřelen Hptm. Prillerem mezi Guinesem a Audebertem na severu Francie. Podle záznamu sepsaného Prillerem se pilot nepokusil o výskok z hořícího stroje na padáku. Tato skutečnost vede k domněnce, že byl Fejfar zasažen Prillerovou palbou a možná smrtelně raněn již v kokpitu svého Spitfiru. Němci jeho tělo pohřbili na městském hřbitově v Pihen-Les-Guines do hrobu C-8.
Osud Sgt. Borkovce není znám vůbec. Pravděpodobně se po sestřelení svého velitele snažil uniknout do bezpečí Anglie. S největší pravděpodobností ho nad Kanálem dostihl Fw 190 Lt. Johanna Aistleitnera, který byl jedním z podřízených Hptm. Prillera u Stabschwarmu – velitelského roje III/JG 26 Schlageter. Tělo Miroslava Borkovce se nikdy nenašlo a jeho jméno je vytesáno na 78. panel památníku nezvěstných letců RAF v Runnymede.

## Ocenění služby vlasti
Kromě zmíněného Croix de Guerre byl Stanislav Fejfar vyznamenán třikrát Československým válečným křížem 1939, 2x Československou medailí Za chrabrost, Československou medailí Za zásluhy I. stupně, Pamětní medailí (se štítky F a VB) a dále britskými vyznamenáními The 1939–1945 Star with Battle of Britain Clasp, Air Crew Europe Star a Defence Medal. Padl v hodnosti kapitán letectva. Po válce byl in memoriam povýšen na majora a roku 1991 na plukovníka. Za války si vedl osobní deník, který vyšel roku 1970 v nakladatelství Kruh v Hradci Králové.